# Tuy Hòa
Tuy Hòa est une ville du Vietnam. C'est le chef-lieu de la province de Phú Yên. 

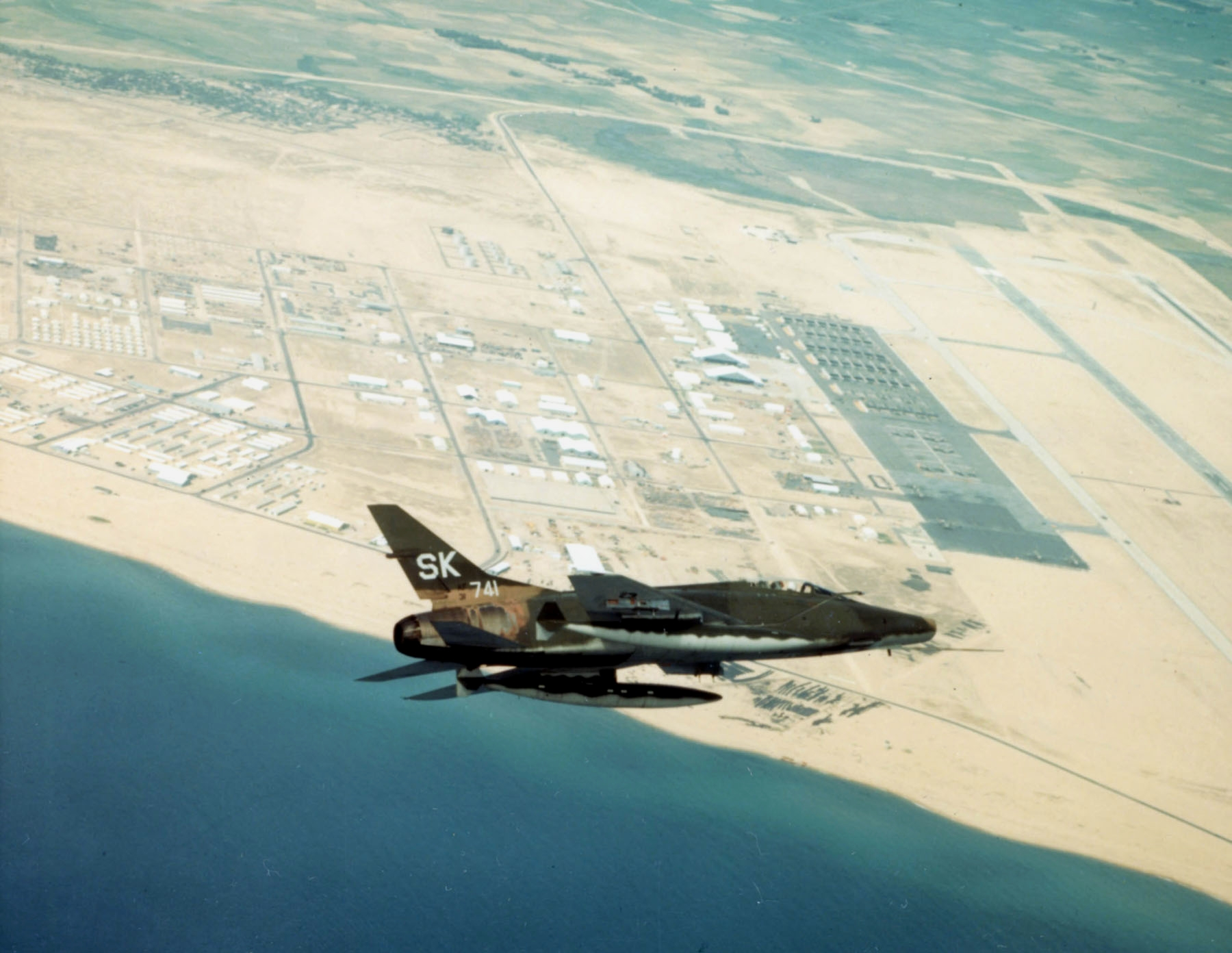
Un Super Sabre américain survole la base aérienne de Tuy Hòa durant la guerre du Viêt Nam (1968 ou 1969).

## Administration
Il y a 12 quartiers (phường) et 4 communes rurales (xã).

## Transports

### Aérien
L'aérodrome de Đông Tác est situé au sud de Tuy Hòa.

### Ferroviaire
La gare de Tuy Hòa est un arrêt du chemin de fer Nord-Sud du Viêt Nam. 

### Routier
La route nationale 1A traverse Tuy Hòa et permet de rejoindre Hanoï au nord et Hô Chi Minh-Ville au sud.

## Galerie

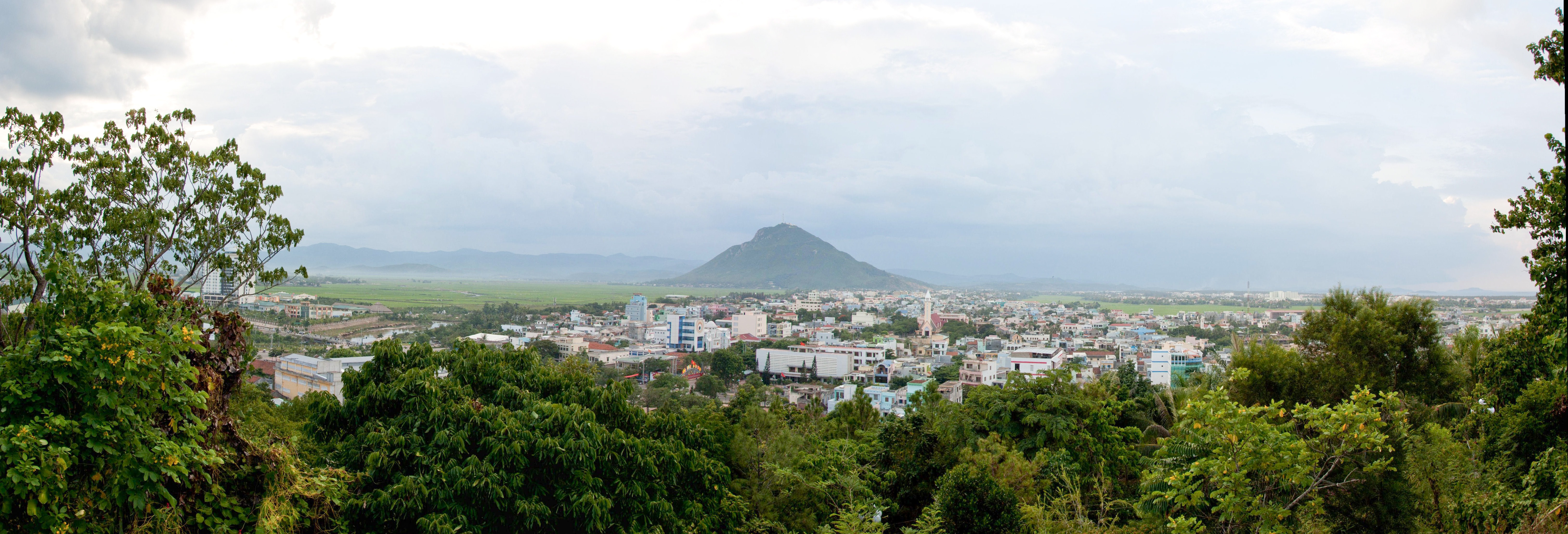
Tuy Hòa vu du Temple Champa sur le mont Nhan.
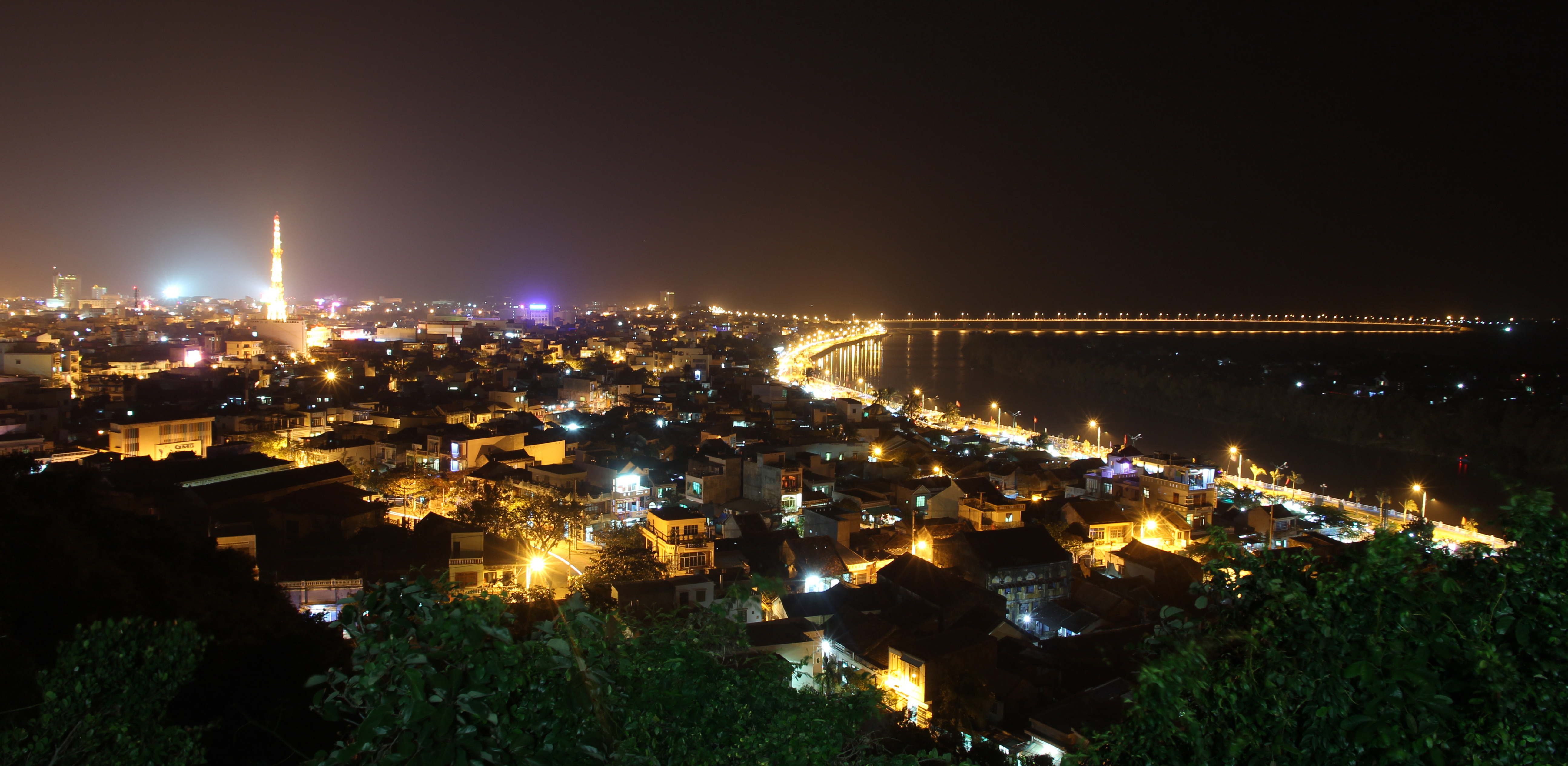
Tuy Hòa de nuit.